# Gens Ànnia
La gens Ànnia o Annia (en llatí: gens Annia) era una família plebea romana de notable antiguitat, que és esmentada ja al segle IV aC. El primer membre de la família conegut, del qual ens en fa esment Titus Livi, va ser el pretor llatí de la colònia romana de Sètia, Luci Anni. En la Segona Guerra Púnica els membres de la gens Annia van obtenir diverses magistratures a Roma. La gens va tenir importància a Roma durant el segle i aC. Coneixem Gai Anni, governador de la Hispània Citerior, Publi Anni, tribú militar, Luci Anni, tribú de la plebs, i altres. L'emperador Marc Aureli era descendent d'una família amb aquest nom.
Els seus cognoms foren Asel·lus, Bellienus, Cimbre, Luscus i Milo.